# Miloš Malenović
Miloš Malenović (* 14. Januar 1985 in Belgrad) ist ein ehemaliger Schweizer Fussballspieler.

## Privates
Miloš Malenović galt bereits im Kindesalter als vielseitiges Talent, spielte Schach, Akkordeon und Fussball. Mit 15 Jahren wurde ihm eine fussballerische Ausbildung beim Grasshopper Club Zürich angeboten und zeitgleich die Aufnahme ins Konservatorium von Winterthur. Malenović entschied sich für den sportlichen Werdegang.
Mittlerweile arbeitet Malenović als Spielerberater. Dort spielte er gerade im Bezug auf den Schweizer Verein Grasshopper Club Zürich eine umstrittene Rolle. Insbesondere bei der Vermittlung von minderjährigen Spielern wurde des Öfteren Kritik an der Person von Malenović laut. Auch beim Konkurs und Zwangsabstieg des Westschweizer Traditionsvereins FC Biel spielte Malenović eine zentrale Rolle.
Am 2. Oktober 2023 trat Miloš Malenović seine Position als Sportchef des FC Zürich an. Im Rahmen seiner neuen Tätigkeit legte er alle Beratungsmandate ab und stellte seine Aktivitäten für Dritte komplett ein.
Malenović erhielt am 30. September 2002 das Schweizer Bürgerrecht und hat neben dieser auch einen serbischen Pass.

## Spielerkarriere
Der Stürmer spielte in seiner Jugend zunächst beim FC Zürich und ging dann mit 15 Jahren zum Stadtrivalen Grasshopper Zürich. Dort bekam er 2003 einen Profivertrag, bestritt in seiner ersten Saison jedoch nur ein Spiel. Deshalb wechselte Malenović nach der Saison zum Zweitligisten FC Wohlen, wo er als Stammspieler eingesetzt wurde und in zwei Jahren 51 Spiele absolvierte, in denen er 23 Tore schoss. Durch diese guten Leistungen wurde der Schweizer Superligist FC St. Gallen auf den Stürmer aufmerksam und verpflichtete ihn zur Saison 2006/07. Unter Trainer Rolf Fringer konnte sich Malenović jedoch nicht durchsetzen und kam lediglich als Einwechselspieler zum Einsatz. Deshalb wurde er für die Saison 2007/08 an Neuchâtel Xamax ausgeliehen, die zuvor als Tabellenerster der Challenge League (2. Liga) in die Axpo Super League (1. Liga) aufgestiegen waren. Nach sieben Saisonspielen und einem Tor verletzte sich Malenović in einem Testspiel gegen den FC Cortaillod am Kreuzband und absolvierte nie wieder ein Spiel für seinen Leihverein Neuchâtel. Der Vertrag bei seinem Arbeitgeber St. Gallen wurde im gegenseitigen Einvernehmen aufgelöst und Malenović konnte ablösefrei in die zweite niederländische Liga wechseln, wo er dann bei Omniworld Almere, FC Emmen und dem BV Veendam spielte.

## Nationalmannschaft
Miloš Malenović spielte in mehreren Juniorenauswahlen der Schweizer Nationalmannschaft und war unter anderem im Team bei der U-19-EM 2004, als seine Mannschaft bis ins Halbfinale kam.